# Wotton House
Wotton House, Wotton Underwood, Buckinghamshire, Angleterre, est une demeure seigneuriale construite entre 1704 et 1714, selon une conception très similaire à celle de la version contemporaine de Buckingham House. La maison est un exemple du baroque anglais et un bâtiment classé Grade I. L'architecte est incertain bien que William Winde, le concepteur de Buckingham House, ait été suggéré. Le terrain est aménagé par George London et Henry Wise avec un parterre formel et une double avenue en orme menant à un lac. Cinquante ans plus tard, William Pitt l'Ancien et Capability Brown améliorent le paysage en créant des terrains de plaisance avec deux lacs. Après qu'un incendie ait ravagé la maison principale en 1820, Richard Grenville, 1er comte Temple, charge John Soane de la reconstruire. Après le décès en 1889 du 3e duc de Buckingham et Chandos, dernier héritier mâle direct de Grenville, la maison est louée à une succession de locataires, notamment le philanthrope Leo Bernard William Bonn (1850-1929) qui devient sourd alors qu'il réside à Wotton, et fonde plus tard (1911) ce qui devient le RNID. Son fils et héritier, le héros décoré de la Première Guerre mondiale, le major Walter Basil Louis Bonn (1885-1973) est également répertorié comme résident à Wotton House.
En 1929, Wotton est acheté par le major Michael Beaumont, député, qui le rénove. En 1947, Beaumont vend le domaine à une association caritative qui divise le terrain en petites parcelles et loue la maison principale à deux écoles de garçons. En 1957, la maison est abandonnée et devait être démolie lorsqu'Elaine Brunner la trouve et, avec l'aide de l'architecte Donald Insall, restaure la plupart des caractéristiques de Soane. Sa fille et son gendre David Gladstone poursuivent le travail qu'elle a commencé. Le pavillon sud (l'ancien relais de poste) est vendu séparément en 1947. Il a un certain nombre de propriétaires notables, dont Sir Arthur Bryant (en) et John Gielgud, et est maintenant détenu en copropriété par l'ancien Premier ministre britannique Tony Blair et son épouse Cherie, ainsi que par David Gladstone, David Gladstone étant propriétaire du bâtiment principal.

## Histoire
Depuis le XIIe siècle, il y a un manoir à Wotton Underwood appartenant à la famille Grenville. En 1704, Richard Grenville (1646-1719) construit Wotton House sur un nouveau site sur un monticule surplombant un lac naturel. La conception est très similaire à celle de Buckingham House qui est construite à la même époque et devient plus tard le Palais de Buckingham. L'architecte est inconnu, mais Sir Howard Colvin suggère John Fitch, John Millar pense que cela pourrait être d'Elizabeth Wilbraham  tandis que Historic England suggère William Winde, auquel Pevsner fait également référence .
En 1749, Richard Grenville, le frère aîné de George Grenville (Premier ministre entre 1763 et 1765), hérite de Stowe House par l'intermédiaire de sa femme Hester, sœur du vicomte Cobham. Wotton est ensuite dirigé en tandem avec Stowe par le vicomte Cobham en tant que propriétaire. Un incendie détruit l'intérieur de la maison en 1820 mais la remise et le pavillon de la cuisine (le "Pavillon de l'Horloge") restent intacts. Richard Grenville, comte Temple (plus tard duc de Buckingham et Chandos), engage immédiatement John Soane pour restaurer la maison principale. Soane abaisse la maison, supprimant le dernier étage et réduisant la hauteur des fenêtres du premier étage, lui donnant une proportion géorgienne. Il fait un usage inventif des plans d'étage existants et créé une "Tribune" de trois étages éclairée par le haut, le long d'un nouvel escalier en pierre, à la place de l'ancien hall d'entrée . Avec ses intérieurs Soane, Wotton a une succession d'occupants de Grenville jusqu'en 1889, lorsque le 3e duc de Buckingham, le dernier héritier mâle direct, meurt, la maison est louée à une succession de locataires. Il est loué puis acheté par Michael Beaumont (député d'Aylesbury) en 1929 et le fait rénover par l'architecte Arthur Stanley George Butler, dissimulant tous les détails de Soane, notamment la tribune centrale à trois étages.
Lorsque Beaumont déménage à Kildare en Irlande,  la maison est vendue à un organisme de bienfaisance, les Merchant Venturers de Bristol. Elle est négligée jusqu'à la Seconde Guerre mondiale (elle n'est pas réquisitionnée), mais est mise en vente peu de temps après . Après la guerre, une grande partie des terrains sont vendus en petites parcelles et au début des années 1950, le bâtiment est utilisé par deux internats pour garçons, Wotton House Boys' School suivi de Cokethorpe School (depuis déplacé près de Witney).

### Restauration de la maison principale
Elaine (Mme Patrick) Brunner achète la maison principale et le pavillon de l'horloge au conseil du comté de Buckinghamshire pour 6 000 £ en 1957, deux semaines avant la démolition prévue . Brunner engage Donald Insall Associates pour effectuer des travaux approfondis sur la maison, réparer les délabrements, défaire la plupart des modifications de Butler et restaurer les détails architecturaux de Soane. Cependant, l'élément central de la refonte de Soane, la "Tribune", qui a été détruite par Butler, n'est toujours pas restaurée lorsqu'elle meurt en 1998 . La maison passe à April, la fille de Brunner et son mari David Gladstone . Les terrains sont ouverts au public au moins un jour par semaine pendant les mois d'été, mais la visite de la maison se fait uniquement sur rendez-vous . En 2007, David Gladstone organise une conférence à Wotton pour tenter de déterminer le nom de l'architecte original de la maison. La conférence donne au moins deux articles de suivi: Howard Colvin (2010) propose que John Fitch ait pu être l'architecte d'origine, et plus tard la même année, John Millar (2010) propose qu'il s'agissait peut-être d'Elizabeth Wilbraham (1632-1705) .

### Transformation de la remise en pavillon sud
Le Coach House d'origine (plus tard rebaptisé le pavillon sud) et le jardin à la française clos sont achetés par Tristram Gilbert et André DuGuay peu de temps avant qu'Elaine Brunner n'achète la maison principale. Ils restaurent les deux et y vivent jusqu'en 1965 environ. Le jardin clos est ouvert au public. Le pavillon sud est vendu à Sir Arthur Bryant, l'historien, puis à Sir John Gielgud qui, comme le montrent les photographies, l'a encore restauré. En 2000, Gielgud y meurt. En 2008, il est acheté par Tony et Cherie Blair pour 4 millions de livres sterling .

## Histoire du terrain
En 1726, Richard Grenville hérite de son père le domaine Wotton, qui rapporte un revenu locatif de plus de 3 000 £ par an . En 1735, il introduit un Enclosure Act au Parlement qui dégage la zone des habitations, permettant la transformation au cours des années 1750 du jardin London & Wise dans le nouveau style de paysage naturel. En 1754 une autre Hester, sœur de Richard et de George, épouse William Pitt l'Aîné à Wotton et reprend bientôt le projet que Richard avait envisagé. À cette date, Richard a pris la relève à Stowe et George vit à Wotton. Capability Brown quitte Stowe House en 1749 où il travaillait comme jardinier en chef  et aide Pitt à exécuter le projet, en particulier les vastes travaux hydrauliques. On ne sait pas exactement quels étaient les rôles et les contributions relatifs de Pitt et Brown, bien que Pitt soit un paysagiste bien connu à part entière. Le Pleasure Grounds couvre 200 acres et comprend deux lacs, l'un de 35 acres et l'autre de 12, reliés par un canal. Ils sont enfermés dans une ceinture circulaire, comme c'est courant à l'époque, et le visiteur rencontre une série de temples, de ponts et de statues le long du circuit .
En avril 1786 John Adams (le futur deuxième président des États-Unis en tournée avec Thomas Jefferson - qui serait son vice-président avant de devenir lui-même président) passe quelques jours à visiter quelques demeures seigneuriales au nord-ouest de Londres, et une de celles qu'ils visitent est Wotton. À leur retour à Londres, Adams écrit : « Stowe, Hagley et Blenheim sont superbes ; Woburn, Caversham Park et les Leasowes sont magnifiques. Wotton est à la fois grand et élégant, bien que négligé" .
Tous les terrains sont vendus par le major Beaumont en 1947 et sont achetés par parcelles par les fermiers voisins. Entre 1957 et 1985, Elaine Brunner rachète progressivement quelque 400 acres de terrain. Depuis 1998, David Gladstone supervise la restauration d'une grande partie du plan d'origine par son régisseur, Michael Harrison.